# 浙江人民美术出版社
浙江人民美术出版社，簡稱浙人美，中华人民共和国国有美术作品出版社。

## 歷史
浙人美初成立于1958年，原属于《浙江日报》社，文化大革命时期停办。1980年1月18日，浙人美在原浙江人民出版社美术编辑室和《工农兵画报》社的基础上组建而成，属中型专业出版社。
1992年被新闻出版署和人事部评为“全国新闻出版系统先进单位”，1993年被中宣部、新闻出版署列为全国首批表彰15家优秀图书出版单位，1998年被中宣部、新闻出版署命名为“全国优秀出版社”，2005年底转企改制为浙江人民美术出版社有限公司。2009年被新闻出版署评为一级出版社，位居“全国百佳图书出版单位”之一。
现居于浙江出版联合集团旗下，拥有目前中国大陆唯一的美术专业报纸《美术报》和幽默期刊《幽默大师》。ISBN代码前缀为978-7-5340。
该社于2007年引进日本集英社旗下人气漫画《ONE PIECE》（译名《航海王》），从此进入日本漫画发行市场，据悉将陆续引进集英社旗下漫画。浙江人民美术出版社还与天闻角川合作，出版轻小说、漫画及画册等。

## 出版日本漫画
- 《航海王》（尾田荣一郎）
- 《游戏王》（高桥和希）
- 《守护甜心》（PEACH-PIT）
- 《魔王奶爸》（田村隆平）
- 《圣斗士星矢冥王神话外传》（原作：车田正美；漫画：手代木史织）
- 《排球少年》（古馆春一）
- 《王者天下》（原泰久）
- 《鬼灭之刃》（吾峠呼世晴）